# Come la luna
Come la luna è un singolo del gruppo musicale italiano Management, pubblicato l'8 novembre 2019 da Full Heads e Audioglobe.

## Descrizione
Il singolo ha anticipato la pubblicazione del quinto album in studio del gruppo, intitolato Sumo (2019). Scritto da Luca Romagnoli e composto da Marco Di Nardo, presente anche in veste di produttore dell'intero disco, Come la luna è stato registrato presso l'Auditorium Novecento di Napoli con la collaborazione di Fabrizio Piccolo e missato da Andrea Suriani, curatore anche del mastering.
Al momento della pubblicazione, Come la luna è stato inserito dai critici di Apple Music tra le migliori uscite discografiche della settimana. Il brano è accompagnato da un video musicale diretto da Duilio Scalici, il quale aveva già collaborato con il Management per il videoclip di Via da qua (2015).

## Tracce
Download digitale
1. Come la luna – 3:05

## Classifiche
| Classifica (2019)     | Posizione massima |
| --------------------- | ----------------- |
| Italia (indipendenti) | 59                |